# ヴァイトホーフェン・アン・デア・イプス
ヴァイトホーフェン・アン・デア・イプス（Waidhofen an der Ybbs [vaɪtˈhoːfn̩ an deːɐ̯ ˈɪps]）は、オーストリアのニーダーエスターライヒ州の都市で、行政的には郡に属さない憲章都市（Statutarstadt）である。
1186年にこの街に関する最初の記述がある。14世紀より、イプス谷の経済的な中心都市である。
13世紀前半に活躍したミンネゼンガーナイトハルト・フォン・ロイエンタールはこの町で製作された剣に触れている。

## 姉妹都市
- フライジング、ドイツ
- ラッツェン、ドイツ
- メーリンゲン・アン・デア・ドナウ、ドイツ

## 有名な出身者
- ライナー・キュッヒル - ヴァイオリン奏者